# 쥐스탱 트뤼도
쥐스탱 피에르 젬스 트뤼도(프랑스어: Justin Pierre James Trudeau, 1971년 12월 25일~)는 캐나다의 제23대 총리이다. 2008년 정계에 입문해 2013년에 캐나다 자유당 대표로 선출되었다. 그가 이끄는 자유당이 42대 총선과 43대 총선 그리고 44대 총선에서 연달아 승리하여 2015년 11월부터 2025년 3월까지 총리로 재직하였다.
자유당 소속 의원으로 재직하면서 의회에서 청소년과 다문화 정책, 이민 정책, 대학 교육, 아마추어 스포츠 분야에서 주로 활동해왔다. 2013년 4월 14일, 트뤼도는 캐나다 자유당 경선에서 대표로 당선되었고 자유당 대표로 2015년 10월 치러진 선거를 이끌었으며 젊은 나이에 캐나다 보수당을 잡고 정권 교체를 이룩하여 하원 의석의 과반을 넘는 압승을 거두었다.

## 어린 시절과 경력

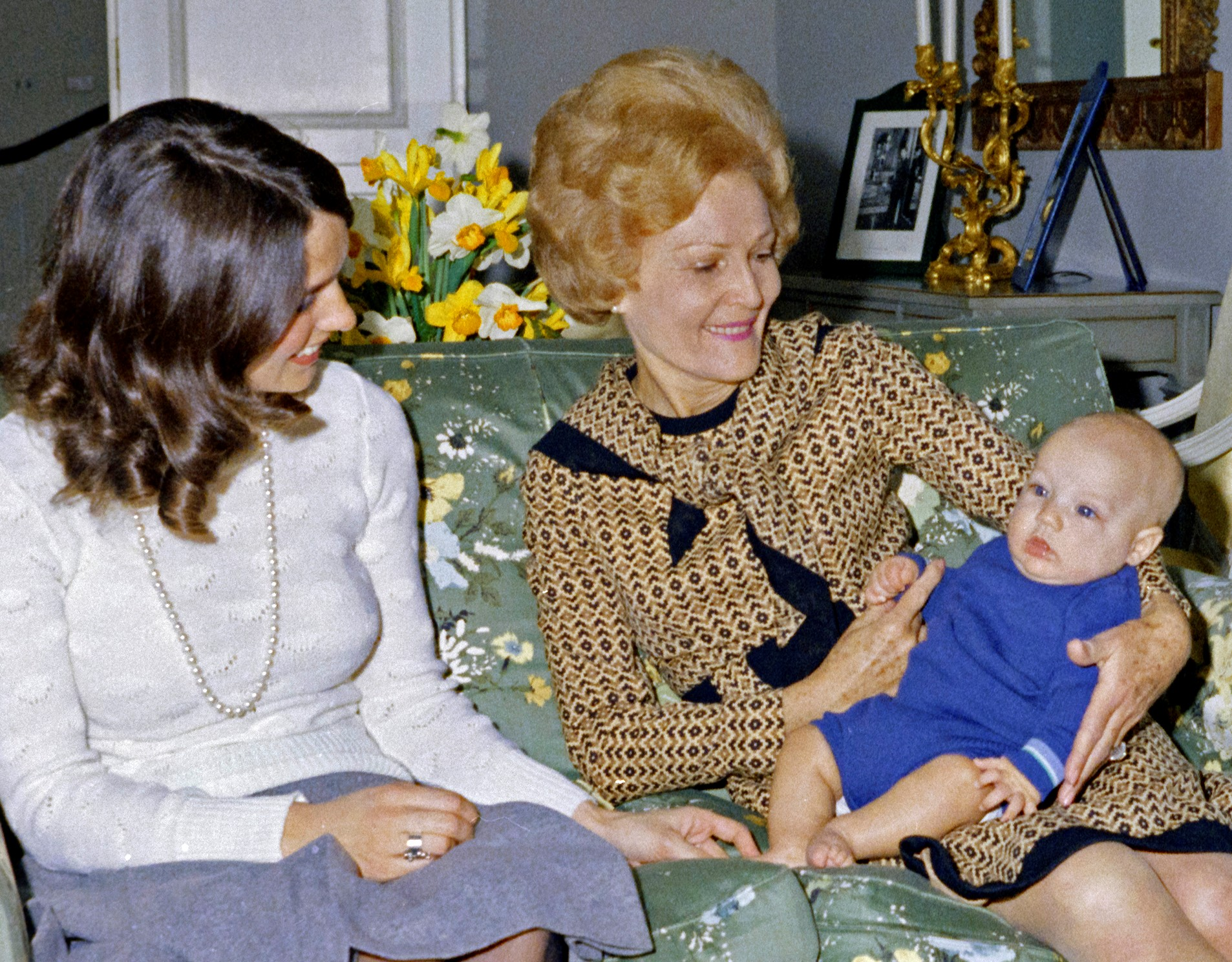
팻 닉슨 여사의 품에 안긴 4개월의 쥐스탱. 왼쪽은 모친 마거릿 트뤼도

### 부모
오타와에서 태어난 쥐스탱 트뤼도는 시작부터 캐나다 정치에 몰두하였다. 그는 피에르 트뤼도 전 총리와 마거릿 싱클레어 여사의 맏아들이며 자신의 초기 생애를 오타와의 총리 관저 서식스 드라이브 24번지에서 지냈다. 그가 태어난지 몇달 후에 리처드 닉슨 미국 전 대통령은 쥐스탱의 부친과 캐나다 국빈 초대 만찬회를 가지는 동안 그의 정치적 미래를 예언하였다. BBC뉴스에 의하면 닉슨은 "난 캐나다의 미래 총리에게 축배를 들고 싶다. 쥐스탱 피에르 트뤼도에게"라고 말했다고 한다.

### 학업
쥐스탱의 부모는 1977년에 사별하였다. 1984년 부모의 이혼이 최종적으로 승인된 후, 피에르 엘리엇 트뤼도는 쥐스탱과 그의 동생들 알렉상드르와 미셸과 함께 몬트리올로 이주하였다. 쥐스탱은 자신의 부친과 똑같은 예수회가 운영하는 장드브레뵈프 칼리지에서 수학하였다. 그는 맥길 대학교에서 문학을 수학하러 가 1994년 학사 학위를 취득하였다. 이 세월 동안 그가 차지하던 많은 직업들은 브리티시컬럼비아주에서 나이트클럽 경비원, 스노보드와 화이트 워터 래프팅의 강사, 라디오 사회자와 수학 교사를 포함한다. 그는 1998년 브리티시컬럼비아 대학교에서 교육학 학사를 취득하였다.

### 연설
2000년 그는 사망한 부친을 위한 국내적으로 텔레비전에 방영된 국장에서 찬양을 연설하였다. 트뤼도는 자신의 웅변 연설과 함께 많은이들에게 인상을 주었으며, 몬트리올로 돌아와 부친에 의하여 창조된 청소년 서비스 프로그램 카티마비크의 의장이 되었다. 트뤼도는 전국에서 청소년들에게 연설하였다.

## 캐나다 정치 경력

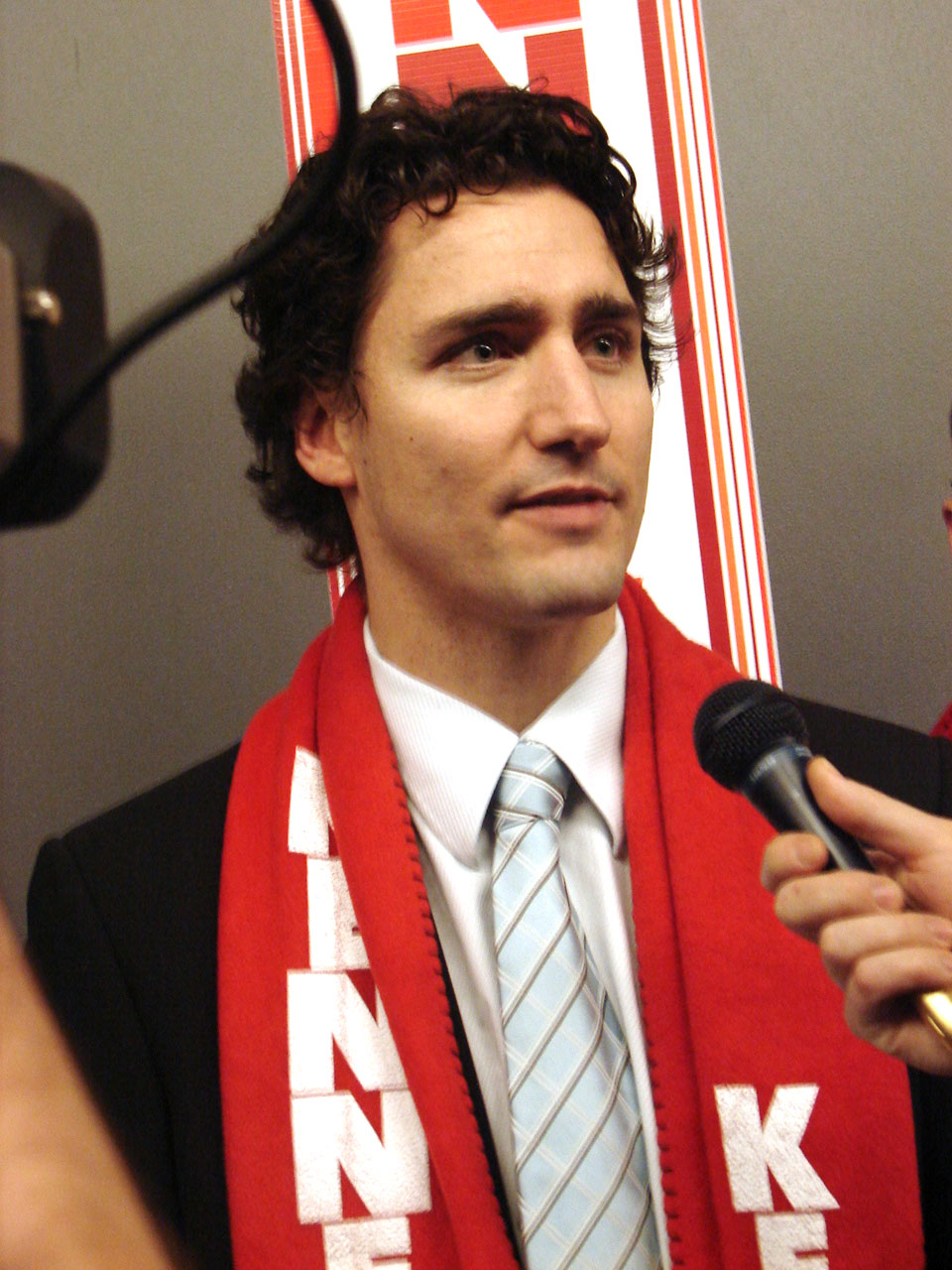
2006년 자유당 당수 집회에서

정계를 피한 세월 후에 트뤼도는 청년 소생에 자유당의 특별 조사단의 의장을 맡으면서 충돌로 들어갔다. 이듬해 그는 몬트리올의 파피노 구역을 대표하는 데 의석을 위한 자신의 캠페인을 시작하여 2008년에 승리를 거두었다. 그는 또한 2007년 역사적 텔레비전 영화 《Great War》에서 전설적 군인 탈보 파피노로 나오기도 하였다.
트뤼도는 2012년 숙련된 권투 선수로서 자신을 세상에 선보였다. 그는 청소년 시기에 권투를 익혔고, 자선 권투 매치에서 보수당 상원 파트리크 브라조 의원과의 경기에서 이겼다. 카리스마적인 젊은 트뤼도는 2013년 자유당의 당수가 되었다.

## 총리 재임
2년 후, 트뤼도는 캐나다의 최고급 직무를 추구하였다. 그는 자신의 선거 운동에서 캐나다의 투표인들에게 "실절적 변화"를 약속하여 부유층을 위한 세금 증가와 중산층을 위한 감세를 요구하였다. 그는 또한 유산 권리들을 보호하는 데 서약하였고 캐나다에서 대마초의 입법화를 통하여 밀고 나갔다. 헌신적인 환경론자인 트뤼도는 또한 국가의 기후 변화 정책들에 일하기로 진술하기도 하였다. 그의 긍정적인 선거 운동은 그의 상대 스티븐 하퍼의 재선 노력들에 날카로운 대조에 섰다.
2015년 10월 트뤼도는 자신의 당을 캐나다 역사상 가장 큰 증가인 36개에서 184개의 의석으로 간 국회에서 다수를 이긴 주목할 만한 승리로 이끌었다. 그는 2006년 이래 총리를 지내온 보수당의 당수 스티븐 하퍼를 퇴직시켰다. 내셔널 포스트에 의하면 자신의 승리 연설에서 트뤼도는 "캐나다인들이 연설하였다. 당시들은 긍정적이고 야심적이고 희망을 둔 이 국가를 위한 전망과 협의 사항과 함께 한 정부를 원합니다. 오늘밤 나는 그 정부를 이끄는 데 약속합니다."고 말하였다. 43세의 나이로 트뤼도는 1979년 자신의 40세 생일 전에 총리로 취임한 조 클라크에 이어 두번째로 최연소 나이에 캐나다의 총리가 된 인물이었다. 트뤼도는 자신의 6번째 증조 조모가 말레이시아인이었던 비유럽계 뿌리들과 함께 첫 총리로서 두드러졌다.
그해 11월 트뤼도는 자신의 내각의 절반을 여성들에게 임명할 때 성별로 균형을 이루는 내각의 선거 운동 약속에 명예를 주었다.

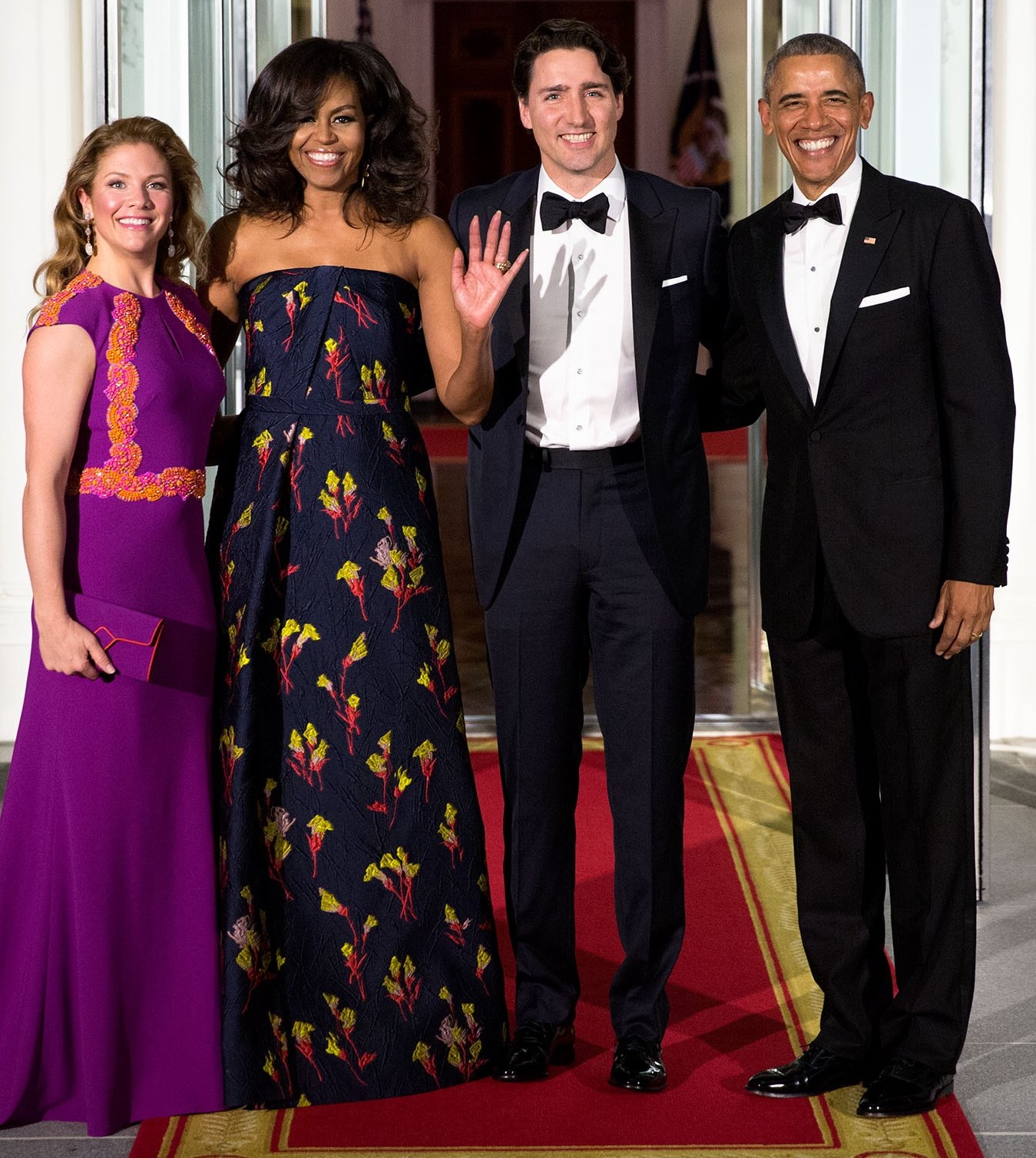
백악관에서 버락 오바마 부부와 함께 한 트뤼도 부부

### 석유 파이프라인 논쟁
트뤼도의 진보적인 인기에 불구하고 야당은 그 방향을 연소 총리에게 찾았다. 2016년 1월 환경론자, 정치적 제휴와 토착의 단체들은 앨버타주의 유전들로부터 브리티시컬럼비아주의 항구로 이동하게 할 수 있는 파이프라인 킨더 모건 트랜스 마운틴 프로젝트를 확장시키는 데 그의 찬성에 맹렬히 비난하여 환경과 기후에 손해를 인용하였다. 트뤼도는 이 관념을 거절하고 자신의 결정은 과학에 기초를 두고 환경에 위협을 주지 않을 것이라고 역설하였다.

## 사생활
트뤼도는 2005년 캐나다의 텔레비전과 라디오 사회자 소피 그레구아르와 결혼하였다. 트뤼도 부부는 3명의 자식들 - 사비에르, 엘라그라스와 아드리앵을 두었다. 2014년 트뤼도는 자신이 전 총리의 아들로서 자신의 경험을 나눈 저서 〈Common Ground〉를 펴냈다.
- 배우자: 소피 그레구아르(2005년 결혼)
- 자녀: 2남 1녀

## 일화
1982년 11살의 어린이였던 쥐스탱 트뤼도는 당시 캐나다 총리였던 아버지를 따라 말레이시아의 총리 마하티르 빈 모하맛를 만났다. 2018년 11월, 파푸아뉴기니에서 열린 APEC 정상회의에선 아주 특별한 만남도 이뤄졌다. 말레이시아 마하티르 총리와 캐나다 트뤼도 총리의 '36년만의 재회'이다. 마하티르 총리는 이번 만남이 있기 몇 달 전 트위터에 '옛날 생각난다'며 이 흑백사진을 올렸다.

## 역대 선거 결과
| 선거명      | 직책명                  | 대수 | 정당          | 득표율 | 득표수   | 결과 | 당락                 |
| ----------- | ----------------------- | ---- | ------------- | ------ | -------- | ---- | -------------------- |
| 2008년 선거 | 하원의원(파피노 선거구) | 40대 | 캐나다 자유당 | 41.47% | 17,724표 | 1위  | 파피노 하원의원 당선 |
| 2011년 선거 | 하원의원(파피노 선거구) | 41대 | 캐나다 자유당 | 38.41% | 16,429표 | 1위  | 파피노 하원의원 당선 |
| 2015년 선거 | 하원의원(파피노 선거구) | 42대 | 캐나다 자유당 | 51.98% | 26,391표 | 1위  | 파피노 하원의원 당선 |
| 2019년 선거 | 하원의원(파피노 선거구) | 43대 | 캐나다 자유당 | 51.12% | 25,957표 | 1위  | 파피노 하원의원 당선 |
| 2021년 선거 | 하원의원(파피노 선거구) | 44대 | 캐나다 자유당 | 49.20% | 9,567표  | 1위  | 파피노 하원의원 당선 |